# 蝶纹内陆溪蟹
蝶纹内陆溪蟹（学名：Neilupotamon papileonaceum）为溪蟹科内陆溪蟹属的动物。在中国大陆，分布于湖南等地，主要栖息于溪流沟渠的洞穴中。